# Mauro Milano
Mauro Ramiro Milano (Chacabuco, Provincia de Buenos Aires, 18 de enero de 1984) es un Exfutbolista y actual entrenador argentino. Jugaba como delantero y actualmente dirige a la reserva de Huracán.

## Trayectoria
Milano hizo su debut en la Primera División como un jugador del Club Atlético Huracán en la última fecha del Apertura 2002 contra Olimpo en Bahía Blanca. Tras el descenso del club de Parque Patricios, en el año 2007 Milano consiguió el retorno a Primera División con Huracán.
Más tarde fue transferido al Asteras Tripolis de la Super Liga de Grecia. Luego de un paso también por el Iraklis FC del mismo país, fue transferido a Defensa y Justicia de la B Nacional donde contó con muchas lesiones y no pudo mostrar su mejor nivel.
Luego regresó a Huracán, donde fue una parte importante del equipo en los últimos partidos del torneo 2011/2012 para salvarse del descenso la B Metropolitana. En total jugó más de 150 partidos con la camiseta de Huracán, e hizo 32 goles.
Desde 2018 hasta 2020 jugó en el Royal Pari de la Primera División de Bolivia.

## Clubes
| Club               | País      | Año           | PJ | Goles |
| ------------------ | --------- | ------------- | -- | ----- |
| Huracán            | Argentina | 2002-2004     | 17 | 0     |
| Querétaro          | México    | 2005          | 15 | 3     |
| Huracán            | Argentina | 2005-2007     | 4  | 1     |
| Asteras Tripolis   | Grecia    | 2007-2009     | 9  | 4     |
| Iraklis FC         | Grecia    | 2009-2010     | 20 | 4     |
| Defensa y Justicia | Argentina | 2011          | 5  | 0     |
| Huracán            | Argentina | 2011-2014     | 77 | 11    |
| San Martín (SJ)    | Argentina | 2014-2015     | 10 | 2     |
| All Boys           | Argentina | 2016-2017     | 29 | 5     |
| Royal Pari         | Bolivia   | 2018-2020     | 16 | 7     |
| Gran Mamoré        | Bolivia   | 2021-presente |    |       |

## Palmarés

### Campeonatos nacionales
| Título             | Club                  | País      | Año  |
| ------------------ | --------------------- | --------- | ---- |
| Primera B Nacional | Club Atlético Huracán | Argentina | 2007 |